# 髙橋功
髙橋 功（たかはし いさお、1946年7月27日 - ）は、日本の地方公務員。東京都水道局長や、東京都総務局長、東京都競馬代表取締役社長、東京サマーランド代表取締役社長などを務めた。

## 人物・経歴
群馬県出身。1965年東京都庁入庁、水道局。1971年青山学院大学経営学部卒業。2001年東京都人事委員会事務局長。2003年東京都住宅局長。2004年東京都総務局理事。2004年東京都水道局長。2005年から東京都総務局長として、総合調整にあたった。2006年公益財団法人東京都中小企業振興公社理事長。2007年東京都競馬株式会社代表取締役社長、大井興業株式会社代表取締役社長、株式会社東京サマーランド代表取締役社長、東京倉庫株式会社代表取締役社長。2010年株式会社東京サマーランド代表取締役会長。2011年東京都競馬株式会社相談役。2019年株式会社東京ドーム監査役。2022年瑞宝小綬章受章。